# Staryj Krym
Staryj Krym (ucraino: Старий Крим; russo: Старый Крым) è una città della Crimea. La città, in quanto parte della penisola di Crimea, è riconosciuta dalla maggior parte delle nazioni come appartenente all'Ucraina, ma è annessa alla Russia dal 2014.

## Storia

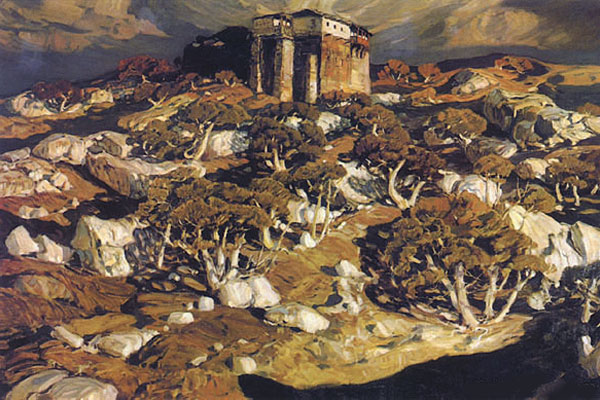
Konstantin Bogaevskij, Staryj Krym, 1903.

La città era probabilmente il sito di una precedente fortezza cazara prima della conquista mongola della Crimea a metà del 1238. I mongoli sotto Batu Khan fortificarono la città e, da allora in poi, divenne una capitale della yurta di Crimea, provincia di Crimea dell'Orda d'Oro, e una casa per l'emiro di Crimea.
Prima del 1270, Qrim era stata al massimo un villaggio circondato da un forte, ma all'inizio del XIV secolo era diventata una città prospera. Kaykaus II ricevette Qrim come feudo nel 1265 circa. Le monete tartare furono coniate a Qrim dal 1287/8 (AH 686) e, nello stesso anno, un architetto egiziano fu inviato lì per costruire una moschea che avrebbe preso il nome dal sultano egiziano.
Di quel periodo rimangono la Moschea Ozbek Han, costruita nel 1314 da Uzbek Khan, e le rovine di una madrasa costruita nel 1332. La città prosperò durante il XIV secolo, ma fu completamente distrutta durante i disordini civili sotto Meñli Giray nel tardo XV secolo. Qrim sembra aver mantenuto la sua posizione di capitale del Khanato di Crimea di nuova costituzione per alcuni anni, poiché le monete coniate qui sono datate fino al 1517 (AH 923), dopodiché nel 1532 la capitale dello stato vassallo ottomano fu spostata a Bachčisaraj e la città cadde in una relativa oscurità. Dopo la conquista russa del Khanato di Crimea nel 1770, alla città di Staryj Krym fu dato il nome greco di Leukopolis (Lewkopol), ma questo non entrò mai nell'uso comune. Nel 1863, la città aveva una popolazione di 1.085 abitanti, di cui il 43,4% erano cristiani armeni, il 42,8% ortodossi orientali, il 13,1% musulmani e lo 0,7% protestanti. Alla fine del XIX secolo, gli abitanti erano per lo più occupati nel giardinaggio, nella coltivazione del tabacco e nell'agricoltura.

Staryj Krym era la città dove visse e morì il famoso scrittore russo Aleksandr Grin, e ora ha un museo a lui dedicato. La città ospita un importante sanatorio cardiaco, precedentemente gestito dal famoso cardiochirurgo Nikolai Amosov.
Durante la seconda guerra mondiale, gli occupanti tedeschi gestirono una prigione Sicherheitsdienst nella città.

## Società

### Religione
Come Phulli, era uno dei vescovadi nello stato-cliente romano, poi provincia, del Regno del Bosforo, dove non fu stabilita alcuna metropoli imperiale e svanì sotto il dominio pagano.
La diocesi fu restaurata nominalmente nel 1929, come arcivescovado titolare cattolico latino, nome italiano curiato Fulli.
È vacante da decenni, avendo avuto i seguenti titolari di grado intermediario, arcivescovile:
- Francis Joseph Beckman (11 novembre 1946 - 17 ottobre 1948)
- Gabriele M. Reyes (25 agosto 1949 - 13 ottobre 1949)
- Pasquale Mores (31 gennaio 1950 - 15 maggio 1960)
- Willem Pieter Adrian Maria Mutsaerts (27 giugno 1960 - 16 agosto 1964)